# 多樂縣
多樂縣是唐代黔州都督府莊州（南壽州）所屬的一個羈縻縣，南壽州貞觀三年以南謝蠻首領謝彊地置，故隋牂柯郡地。南百里有桂嶺關。四年更名莊州，十一年為莊州都督府，景龍二年罷都督。是唐代招撫當地土著所設置的縣，一般由其頭人任縣官，在今貴州省惠水縣一帶地方。